# Daniel London
Daniel London (Pittsburgh, 1973) è un attore statunitense.

## Biografia
Ha debuttato come attore nel 1997 ed è noto per il film Patch Adams in cui recita accanto a Robin Williams.

## Vita privata
È sposato con la cantautrice Megan Reilly ed ha un figlio.

## Filmografia parziale

### Cinema
- Snake Feed, regia di Debra Granik (1997) (cortometraggio)
- Cuore di soldato (A Soldier's Sweetheart), regia di Thomas Michael Donnelly (1998)
- Patch Adams, regia di Tom Shadyac (1998)
- Famous - Lisa Picard Is Famous (Famous), regia di Griffin Dunne (2000)
- Four Dogs Playing Poker, regia di Paul Rachman (2000)
- My Best Friend's Wife, regia di Doug Finelli (2001)
- Big trouble - Una valigia piena di guai (Big Trouble), regia di Barry Sonnenfeld (2002)
- Minority Report, regia di Steven Spielberg (2002)
- Rent, regia di Chris Columbus (2005)
- Old Joy, regia Kelly Reichardt (2006)
- Arranged, regia di Diane Crespo e Stefan C. Schaefer (2007)
- The Toe Tactic, regia di Emily Hubley (2008)
- Synecdoche, New York, regia di Charlie Kaufman (2008)
- The Bridge to Nowhere, regia di Blair Underwood (2009)
- Armless, regia di Habib Azar (2010)
- 5 giorni fuori (It's Kind of a Funny Story), regia di Ryan Fleck (2010)
- On the Inside - La prigione dei folli (On the Inside), regia di D.W. Brown (2011)
- The Exhibitionists, regia di Michael Melamedoff (2012)
- Concussion, regia di Stacie Passon (2013)
- Clutter, regia di Diane Crespo (2013)
- Listen Up Philip, regia di Alex Ross Perry (2014)
- Saint Janet, regia di Habib Azar (2014)
- Vox Lux, regia di Brady Corbet (2018)
- The Report, regia di Scott Z. Burns (2019)

### Televisione
- Squadra emergenza (Third Watch) – serie TV, episodio 1x04 (1999)
- I Soprano (The Sopranos) – serie TV, episodi 4x06-4x10 (2002)
- Law & Order - I due volti della giustizia (Law & Order) – serie TV, episodio 18x15 (2008)
- Fringe – serie TV, episodio 1x18 (2009)
- Nurse Jackie - Terapia d'urto (Nurse Jackie) – serie TV, episodi 1x03-1x06 (2009)
- The Good Wife – serie TV, episodio 1x07 (2009)
- Law & Order: Criminal Intent – serie TV, episodi 2x03-9x13 (2002-2010)
- The Confession – webserie, episodio 1 (2011)
- Mildred Pierce – miniserie TV, episodio 5 (2011)
- Blue Bloods – serie TV, episodio 3x11 (2013)
- The Americans – serie TV, episodio 2x01 (2014)
- Gotham – serie TV, episodio 1x05 (2014)
- Minority Report – serie TV, 10 episodi (2015)
- Manhattan – serie TV, 8 episodi (2014-2015)
- The Blacklist  – serie TV, episodio 3x15 (2016)
- Elementary – serie TV, episodio 4x19 (2016)
- Blindspot – serie TV, episodio 2x08 (2016)
- Bull – serie TV, episodio 2x12 (2018)
- Instinct – serie TV, episodio 1x01 (2018)
- Deception – serie TV, episodio 1x04 (2018)
- Hollywood – miniserie TV (2020)

## Doppiatori italiani
Nelle versioni in italiano delle opere in cui ha recitato, Daniel London è stato doppiato da:
- Luigi Ferraro in Patch Adams, The Good Wife
- Oreste Baldini in Minority Report, Minority Report (serie TV)
- Stefano Brusa in Law & Order: Criminal Intent (ep. 2x03)
- Luca Ghignone in Law & Order: Criminal Intent (ep. 9x13)
- Massimiliano Virgilii in Fringe
- Edoardo Stoppacciaro in Blue Bloods
- Maurizio Fiorentini in The Americans
- Sacha De Toni in Elementary
- Mirko Mazzanti in Grownups
- Gabriele Sabatini in Vox Lux